# Liste der Baudenkmale in Laar (Grafschaft Bentheim)
In der Liste der Baudenkmale in Laar sind alle Baudenkmale der niedersächsischen Ortschaft Laar aufgelistet. Die Quelle der Baudenkmale ist der Denkmalatlas Niedersachsen. Der Stand der Liste ist der 19. November 2022.

## Allgemein
In den Spalten befinden sich folgende Informationen:
- Lage: die Adresse des Baudenkmales und die geographischen Koordinaten. Kartenansicht, um Koordinaten zu setzen. In der Kartenansicht sind Baudenkmale ohne Koordinaten mit einem roten Marker dargestellt und können in der Karte gesetzt werden. Baudenkmale ohne Bild sind mit einem blauen Marker gekennzeichnet, Baudenkmale mit Bild mit einem grünen Marker.
- Bezeichnung: Bezeichnung des Baudenkmales
- Beschreibung: die Beschreibung des Baudenkmales. Unter § 3 Abs. 2 NDSchG werden Einzeldenkmale und unter § 3 Abs. 3 NDSchG Gruppen baulicher Anlagen und deren Bestandteile ausgewiesen.
- ID: die Objekt-ID des Baudenkmales
- Bild: ein Bild des Baudenkmales, ggf. zusätzlich mit einem Link zu weiteren Fotos des Baudenkmals im Medienarchiv Wikimedia Commons. Wenn man auf das Kamerasymbol klickt, können Fotos zu Baudenkmalen aus dieser Liste hochgeladen werden:

| Lage                                           | Bezeichnung                        | Beschreibung | ID       | Bild           |
| ---------------------------------------------- | ---------------------------------- | ------------ | -------- | -------------- |
| Bahnhofstraße 28 52° 37′ 29″ N, 6° 45′ 29″ O   | Bahnhof Laarwald (Empfangsgebäude) |              | 36052576 | BW             |
| Bahnhofstraße 28 52° 37′ 30″ N, 6° 45′ 27″ O   | Bahnhof Laarwald (Saalanbau)       |              | 36054145 | BW             |
| Hauptstraße 18 52° 37′ 0″ N, 6° 44′ 59″ O      | Gulfhaus                           |              | 36053842 | BW             |
| Hauptstraße 18 52° 36′ 59″ N, 6° 44′ 58″ O     | Backhaus                           |              | 36053793 | BW             |
| Hauptstraße 18 52° 37′ 0″ N, 6° 44′ 58″ O      | Stall                              |              | 36053817 | BW             |
| Hauptstraße 18 52° 37′ 0″ N, 6° 44′ 58″ O      | Futterküche                        |              | 36054366 | BW             |
| Hauptstraße 36 52° 36′ 59″ N, 6° 44′ 8″ O      | St. Antonius von Padua             |              | 36052768 | Weitere Bilder |
| Hauptstraße 63 52° 36′ 48″ N, 6° 44′ 25″ O     | Kriegerdenkmal                     |              | 36053749 |                |
| Hauptstraße 69 52° 36′ 46″ N, 6° 44′ 24″ O     | Kirche                             |              | 36052793 | Weitere Bilder |
| Lükenstege 3 52° 35′ 57″ N, 6° 48′ 1″ O        | Haus Echteler (Herrenhaus)         |              | 36052601 | BW             |
| Lükenstege 3 52° 35′ 58″ N, 6° 48′ 1″ O        | Haus Echteler (Park)               |              | 36052628 | BW             |
| Lükenstege 3 52° 35′ 56″ N, 6° 48′ 0″ O        | Haus Echteler (Graft)              |              | 36054241 | BW             |
| Lükenstege 3 52° 35′ 55″ N, 6° 47′ 53″ O       | Haus Echteler (Zufahrtsallee)      |              | 36054583 | BW             |
| Waldstraße 2 52° 36′ 6″ N, 6° 47′ 37″ O        | Wohn-/ Wirtschaftsgebäude          |              | 36053669 | BW             |
| Waldstraße 2 52° 36′ 5″ N, 6° 47′ 37″ O        | Stall                              |              | 36053641 | BW             |
| Waldstraße 2 52° 36′ 5″ N, 6° 47′ 37″ O        | Baumbestand                        |              | 36054660 | BW             |
| Vechtetalstraße 58 52° 35′ 28″ N, 6° 48′ 13″ O | Wohn-/ Wirtschaftsgebäude          |              | 36052654 | BW             |
| Zum Velgenhorst 1 52° 36′ 32″ N, 6° 43′ 47″ O  | Wohn-/ Wirtschaftsgebäude          |              | 36052817 | BW             |
| Zur Mühle 10 52° 36′ 45″ N, 6° 44′ 37″ O       | Windmühle                          |              | 36052843 | Weitere Bilder |

### Coevorden–Piccardie–Kanal
| Lage                                                         | Bezeichnung         | Beschreibung              | ID       | Bild           |
| ------------------------------------------------------------ | ------------------- | ------------------------- | -------- | -------------- |
| 52° 38′ 55″ N, 6° 46′ 33″ O                                  | Kanal               | Coevorden-Piccardie-Kanal | 36052714 | Weitere Bilder |
| 52° 38′ 52″ N, 6° 46′ 39″ O                                  | Baumbestand         |                           | 36054495 | BW             |
| Kohlenbrandersdiek / Kanalstraße 52° 38′ 27″ N, 6° 47′ 15″ O | Schleusenanlage     |                           | 36052740 |                |
| Kohlenbrandersdiek / Kanalstraße 52° 38′ 28″ N, 6° 47′ 17″ O | Schleusenwärterhaus |                           | 36054688 | BW             |
| Wöstener Schulweg 52° 38′ 46″ N, 6° 46′ 46″ O                | Brücke              |                           | 36052549 | BW             |
| Zur Grenzaa 52° 38′ 49″ N, 6° 46′ 43″ O                      | Wehr                |                           | 36052678 | BW             |